# Piazza Savonarola (Firenze)
Piazza fra' Girolamo Savonarola (chiamata spesso semplicemente piazza Savonarola) è una piazza di Firenze, situata nell'anello semicentrale non distante dai viali di Circonvallazione. Si accede alla piazza da via Francesco Valori, via Leonardo da Vinci, via Antonio Giacomini, via Giovanni Pico della Mirandola, via Domenico Buonvicini, via Marsilio Ficino, via dei Della Robbia, via Girolamo Benivieni. 

## Storia

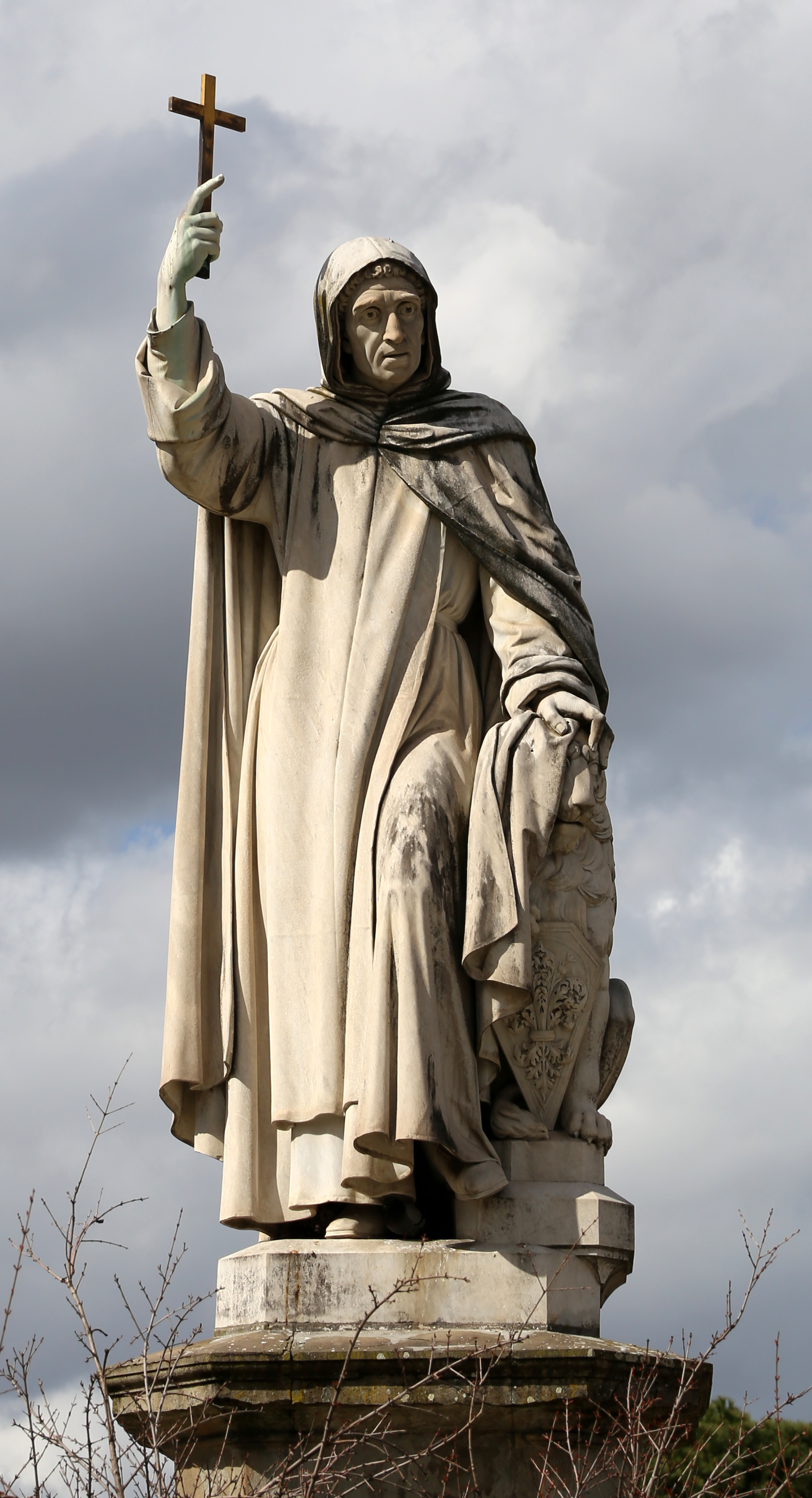
Il monumento a Savonarola

Questa grande piazza rettangolare fu realizzata nell'Ottocento nell'ambito del piano Poggi, che prevedeva la ristrutturazione del quartiere con la creazione dei viali. Fu dedicata al frate ferrarese quando vi fu collocata la statua al centro della piazza alberata. Ai compagni che vennero impiccati ed arsi con lui, fra Domenico Buonvicini e fra Silvestro Maruffi, sono dedicate altrettante strade in questa stessa zona.
Oggi la piazza è caratterizzata da una certa disomogeneità stilistica negli stabili che vi si affacciano, ma resta un piacevole angolo cittadino. Vi spicca sicuramente la Galleria Rinaldo Carnielo, esempio di stile liberty oggi adibito a museo. Tutta questa zona, fino a piazzale Donatello, era comunque popolare nell'Ottocento per i numerosi studi di artisti.
La piazza è crocevia di numerose linee di trasporto urbano che congiungono le zone di Campo di Marte, Coverciano, Settignano e Fiesolecol centro di Firenze.
Dalla fine del 1999 per oltre due anni la quasi totalità dell'area della piazza, ad esclusione di alcune corsie di transito, è stata interessata da lavori per la realizzazione di un parcheggio sotterraneo a due piani riservato ai residenti della zona. Inaugurato nel dicembre 2002, rappresenta il primo parcheggio pertinenziale fiorentino e consta di 207 posti auto.. A seguito di tali lavori è stato inoltre varato un più generale piano di riqualificazione della piazza comprendente opere di irrigazione, recupero delle panchine e dei sedili in pietra e muratura, ripavimentazione, reimpianto arboreo, eradicazione di parte delle siepi con restituzione a manto erboso delle relative aiuole, realizzazione di un bagno pubblico al posto del preesistente casotto per gli attrezzi del giardiniere.
Il giardino della piazza, meta pomeridiana di numerosissimi bambini, soffre tuttora della mancanza di attrezzature per i più piccoli; per la presenza al suo interno di un chiosco-bar è diventato ad ogni modo luogo di ritrovo notturno.

## Descrizione
La statua è opera dello scultore ravennate Enrico Pazzi (l'autore della statua di Dante in piazza Santa Croce) e fu scolpita nel 1872 e collocata, dal 1897 al 1921, nel salone dei Cinquecento di Palazzo Vecchio: lo scultore, forse eccedendo di immodestia, l'aveva proposta come sostituta al David di Michelangelo in piazza della Signoria dopo che la statua era stata trasportata nella Galleria dell'Accademia. La scultura di Pazzi è caratterizzata dalla profonda espressione del frate, che sorregge una croce dorata mentre fa ombra al Marzocco, ed è stata posizionata in modo da volgere significativamente le spalle alla retrostante chiesa di San Francesco. La base del monumento, di Olindo Rimediotti, venne scolpita in occasione del trasferimento.
Il giardino circostante è asfaltato, circondato da sei grande aiuole dalla superficie totale di 3.177 metri quadrati; vi si trovano pini domestici, tigli, cedri, cipressi ed alte piante di ippocastano, alcune a fiori rosa. Nei muretti di cinta delle aiuole sono stati ricavati lunghi sedili di pietra, dall'andamento serpeggiante.
I lampioni di ghisa risalgono alla fine dell'Ottocento; si tratta di modelli delle Fonderie Pignone "a quattro fiamme", con lampada a forma di globo, originariamente utilizzati con illuminazione a gas e successivamente riconvertiti ad illuminazione elettrica.

### Edifici
| Immagine | N°   | Nome                                          | Descrizione |
| -------- | ---- | --------------------------------------------- | --- |
|          | 1    | Dipartimento di italianistica                 | L'edificio fu eretto su progetto dell'architetto Enrico Guidotti, su un lotto di terreno acquistato dallo stesso a seguito degli interventi di urbanizzazione della zona legati al progetto di massima di ingrandimento della città messo a punto da Giuseppe Poggi negli anni di Firenze Capitale. Dopo vari passaggi di proprietà divenne nel 1970 sede scolastica, con conseguenti lavori di adattamento e riconfigurazione degli spazi interni. Progettato in base ai particolari condizionamenti del lotto, presenta un ampio smusso a guardare la piazza, definito come prospetto principale e caratterizzato da un lungo balcone all'altezza del piano nobile. Per il resto le facciate si adeguano alla tradizione tardo ottocentesca, con evidenti riferimenti alle architetture fiorentine cinque seicentesche. |
|          | 3    | Galleria Rinaldo Carnielo                     | Si tratta di un grande edificio posto in fregio alla piazza fra' Girolamo Savonarola, a occupare quasi tutto il lato sud, negli anni ottanta dell'Ottocento (periodo nel quale si andò configurando l'intera zona sulla base del progetto di massima predisposto dal Poggi) definito grazie alla risistemazione di un immobile preesistente di proprietà dei Del Corona, e quindi riconfigurato tra il 1911 e il 1912 imprimendo ai prospetti caratteristiche che rimandano in parte all'architettura secessionista e in parte, e ancor di più, a quello stile che Rossana Bossaglia ha definito "eclettismo di ritorno". L'ipotesi che tale intervento sia stato eseguito su progetto di Rinaldo Carnielo contrasta in parte con la data di morte dell'artista, deceduto nel 1910 quando i lavori non erano forse avviati: appaiono tuttavia evidenti i riferimenti alla sua arte, di modo che si può supporre che questi siano stati condotti in onore della sua figura e a seguito della sua prematura scomparsa, forse facendo riferimento proprio a un progetto da lui stesso delineato. D'altra parte, come risulta dalle ricerche condotte da Gabriella Orefice, le cronache del tempo riferiscono la direzione dei lavori all'architetto Enrico Lusini, che tuttavia ci è noto essenzialmente per i suoi interventi di 'restauro' su vari palazzi storici fiorentini. |
|          | 15   | Villa Rossa (Syracuse University in Florence) | L'edificio sembrerebbe essere stato realizzato in una fase tarda rispetto al piano di urbanizzazione della zona, e comunque si distingue rispetto alla tipologia dominante dei villini tardo ottocenteschi per una adesione a un gusto già proprio del primo Novecento, comunque chiuso a istanze moderniste e tutt'altro che immune rispetto alla tradizione dell'eclettismo. L'edificio è circondato da un giardino che vale all'immobile la denominazione di villa, Rossa per la tinteggiatura color rosso mattone conferita alle facciate. L'immobile è attualmente sede della Syracuse University in Florence. |
|          | 17   | Villino Marchi                                | L'edificio fu eretto attorno al 1928 su progetto dell'ingegnere Ugo Giovannozzi, demolendo un precedente immobile che era stato risparmiato dagli espropri resisi necessari per l'urbanizzazione del quartiere. Nonostante si tratti di una delle più recenti costruzioni della zona, si evidenzia ancora un forte legame con la tradizione ottocentesca, per quanto alcune semplificazioni degli elementi decorativi dei prospetti denunzino una datazione oramai novecentesca. Progettato tenendo conto dei particolari condizionamenti del lotto che imponevano un ampio smusso a guardare la piazza, "si dispone su un unico piano presentando un'ampia copertura a terrazza che, in corso d'opera, si arricchisce di una sorta di soprelevazione della balconata in facciata che evita l'appiattimento del prospetto principale caratterizzato da elementi decorativi neobarocchi" (Gabriella Orefice). |
|          | s.n. | Chiesa di San Francesco                       | La chiesa e l'annesso convento furono realizzati in stile neogotico nel 1887 dall'architetto Vincenzo Micheli per le monache Carmelitane di Santa Maria Maddalena dei Pazzi, che avevano lasciato il loro convento in Borgo Pinti. Queste ultime si trasferirono poi in via dei Massoni e al loro posto subentrarono nel 1928 i Francescani, che decisero di ampliare la chiesa, secondo il progetto dell'architetto confratello Raffaello Franci. L'esterno è caratterizzato dalla facciata, a capanna con coronamento triangolare con archetti ciechi pensili. |
|          | s.n. | Teatro le Laudi                               | Situato in angolo su via Leonardo da Vinci, dove si trova l'ingresso principale, il teatro fu edificato nel 1983 su progetto dell'architetto Casprini nel complesso parrocchiale di San Francesco. Costituisce uno degli spazi teatrali recenti e di medie dimensioni presenti costantemente nel panorama fiorentino sia per la sua programmazione di prosa e di teatro per ragazzi, sia per iniziative culturali varie come conferenze e corsi dell'"Università dell'Età Libera". |

### Lapidi
Sulla base del monumento a Savonarola si legge:
| A GIROLAMO SAVONAROLA DOPO TRECENTOTTANTAQUATTRO ANNI L'ITALIA REDENTA XXV GIUGNO A. MDCCCLXXXII |

Un'altra targa si legge sulla Galleria Rinaldo Carnielo:
| IN QUESTI STUDI CHE FURONO SUOI RINALDO CARNIELO SCULTORE ESEGUÌ LA MAGGIOR PARTE DELLE SUE OPERE ONORANDO L'ARTE ITALIANA IN PATRIA E ALL'ESTERO \| 1853 \| \| 1910 \| |  |      |
| 1853 |  | 1910 |

Vi si trovano inoltre dei motti in lettere bronzee su cartigli di pietra: "NON OMNIS MORIAR" e "PER ASPERA AD ASTRA".
Vi è poi la targa dedicata a san Francesco d'Assisi, a lato dell'omonima chiesa, che celebra 800 anni dal passaggio del santo in città, nel 1212. Lo stesso evento è ricordato da un più antico tabernacolo in via de' Bardi.
| FIRENZE DEDICA QUESTO CANTO A SAN FRANCESCO D'ASSISI PATRONO D'ITALIA E MESSAGGERO UNIVERSALE DI PACE A OTTO SECOLI DAL SUO PRIMO INCONTRO CON LA CITTÀ \| 3 OTTOBRE 2012 \| \| DONO DEL ROTARY CLUB FIRENZE VALDISIEVE \| |  |                                         |
| 3 OTTOBRE 2012 |  | DONO DEL ROTARY CLUB FIRENZE VALDISIEVE |

Nel 2023 è stata aggiunta una lapide a due crocerossine sulla villa Rossa:
| IN QUESTA VILLA VISSERO BONA GIGLIUCCI M.B.V.M. NERINA GIGLIUCCI M.A.V.M. CROCEROSSINE NELLA GRANDE GUERRA 1915 - 1918 IN RICORDO IL COMUNE E LA CROCE ROSSA POSERO NELL'ANNO 2023 |

Altre targhe si trovano nelle vie limitrofe, come via Marsilio Ficino (vedere piazza Conti e via degli Artisti) e via Leonardo da Vinci. In quest'ultima strada, una lapide nel giardinetto della casa al 28 ricorda un personaggio straniero della variegata comunità che animava la vita mondana ottocentesca della città, la poetessa Dora d'Istria:
| LA PRINCIPESSA ELENA KOLTZOFF MASSALSKI GHIKA 1828 - 1888 ALBANESE D'ORIGINE RUMENA DI NASCITA FIORENTINA D'ELEZIONE NOBILITÒ E GLORIFICÒ SE STESSA PER ECCELSE VIRTÙ D'ANIMO E D'INGEGNO NEL NOME EUROPEO DI DORA D'ISTRIAIN MEMORIA DEL SUO QUASI TRENTENNALE SOGGIORNO IN QUESTA CASA DOVE MORÌ GRATO E REVERENTE POSE IL COMUNE 1915 |

## Note

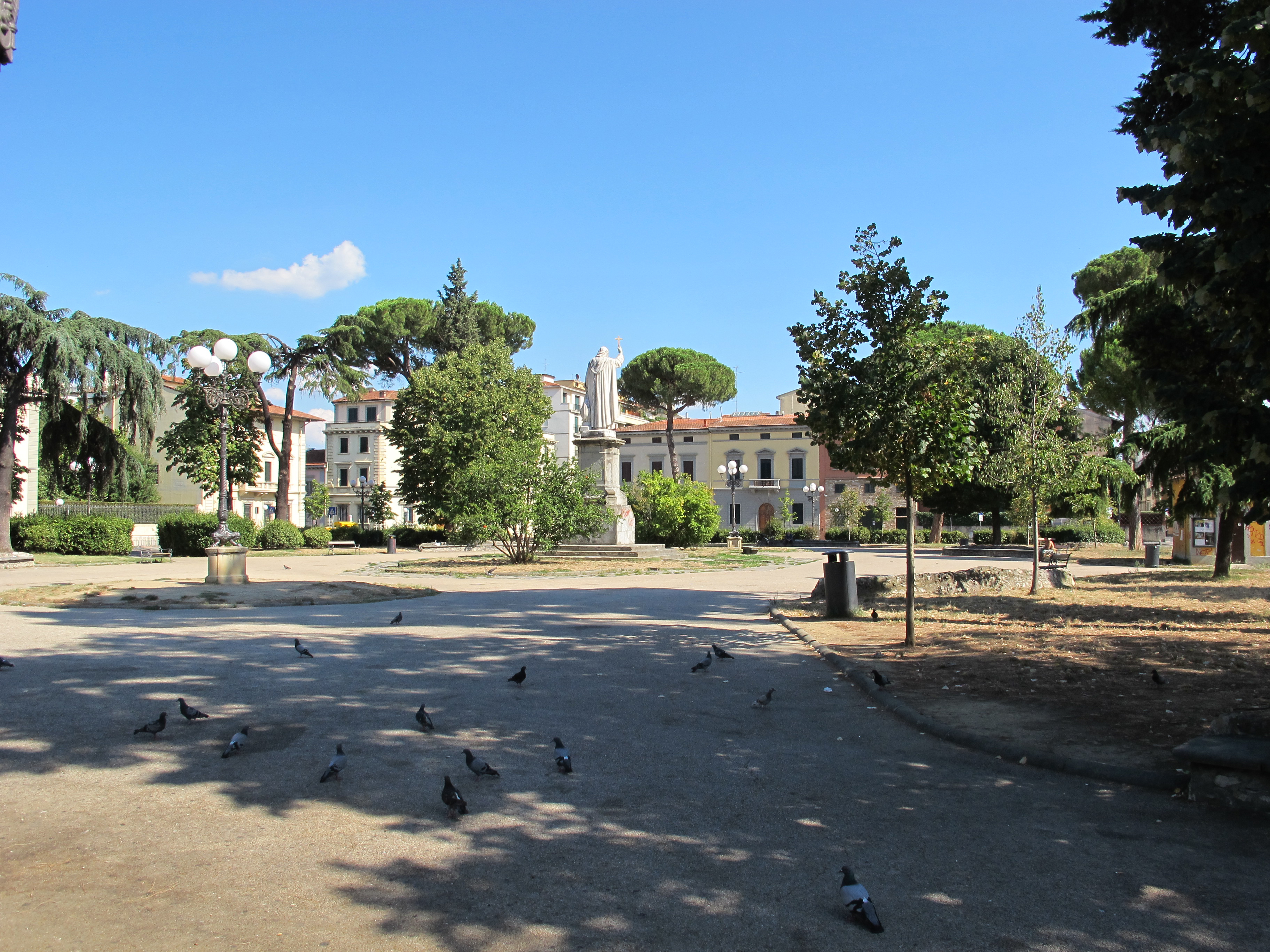
Piazza Savonarola

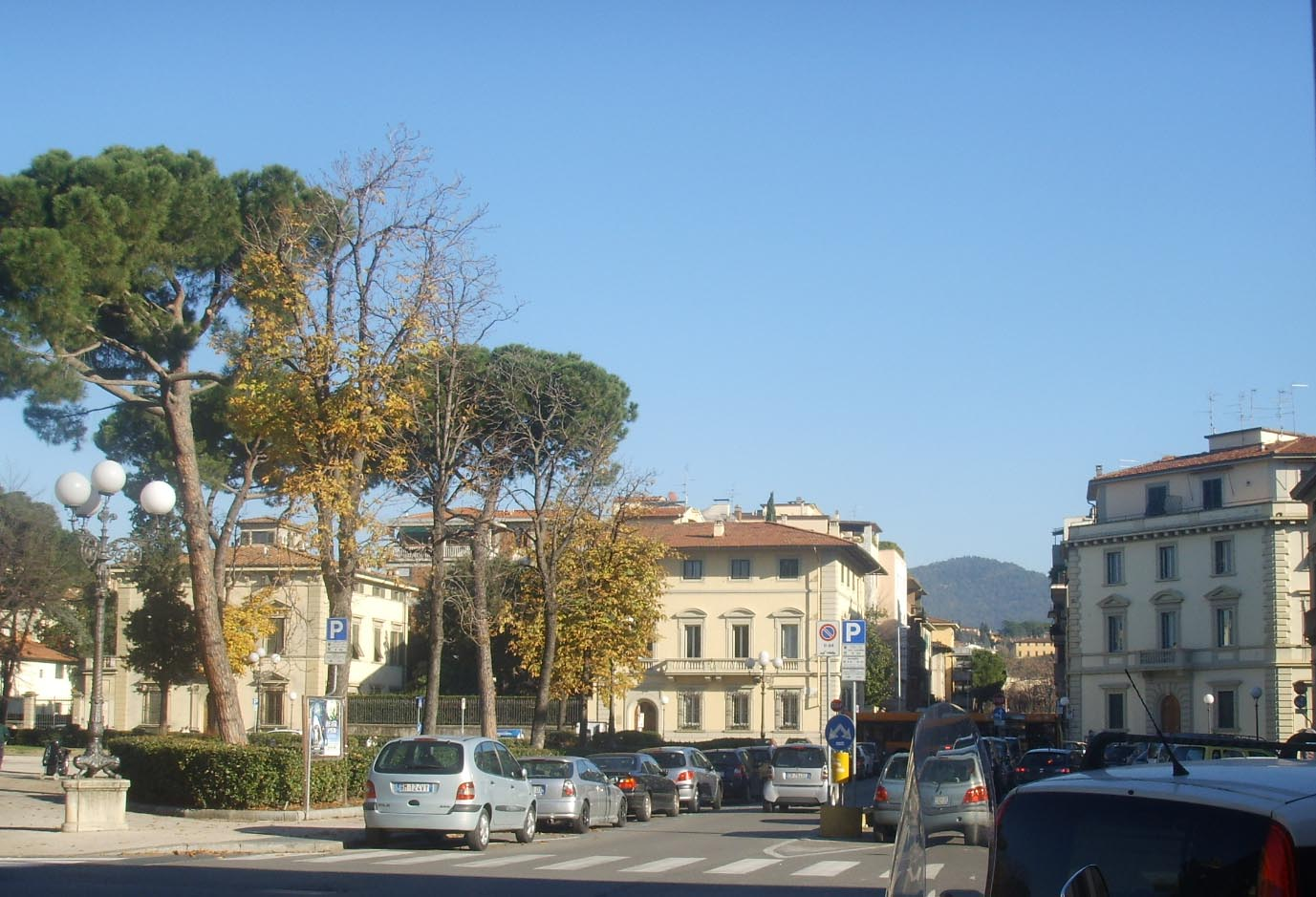
Piazza Savonarola